# UEFA Women's Nations League 2023/24 Divisie B
De UEFA Women's Nations League 2023/24 Divisie B was de tweede divisie van UEFA Women's Nations League. Het toernooi begon in september 2023 en eindigde in februari 2024 met de play-offs om promotie naar divisie A en degradatie naar divisie C. De winnaars van de vier groepen van deze divisie promoveerden naar divisie A, het hoogste niveau. Aan dit toernooi deden de 16 landen mee die volgens de UEFA-coëfficiënten het op één na hoogst geklasseerd waren.

## Beslissingscriteria
Wanneer er twee of meerdere teams in een groep na afloop van de groepsfase hetzelfde aantal punten hebben, wordt naar onderstaande criteria gekeken:
1. Het aantal behaalde punten in de onderlinge wedstrijden tussen de gelijke teams;
2. Het doelsaldo in onderlinge wedstrijden gespeeld tussen de gelijke teams;
3. Het aantal gescoorde doelpunten in de onderlinge wedstrijden tussen de gelijke teams;
4. Indien er na toepassing van criteria 1 tot 3 er nog steeds geen onderling verschil is, worden criteria 1 tot 3 uitsluitend opnieuw toegepast op de wedstrijden tussen de teams in kwestie om hun definitieve rangschikking te bepalen.[a] Wanneer er dan nog steeds geen verschil is, wordt gekeken naar criteria 5 tot 11:
5. Het doelsaldo in alle groepswedstrijden;
6. Het aantal doelpunten in alle groepswedstrijden;
7. Het aantal uitdoelpunten in alle groepswedstrijden;
8. Het aantal overwinningen in alle groepswedstrijden;
9. Het aantal uitoverwinningen in alle groepswedstrijden;
10. Lager disciplinair puntentotaal in alle groepswedstrijden (1 punt voor een gele kaart, 3 punten voor een rode kaart als gevolg van twee gele kaarten, 3 punten voor een directe rode kaart, 4 punten voor een gele kaart gevolgd door een directe rode kaart).
11. Positie in de UEFA-coëfficiëntenranglijst.

Opmerkingen
1. ↑  Wanneer er twee of meerdere teams gelijk in punten zijn, worden criteria 1 tot en met 3 toegepast. Nadat deze criteria zijn toegepast, kunnen ze de positie bepalen van enkele van de betrokken teams, maar niet van alle. Als er bijvoorbeeld drie punten gelijk zijn, kan de toepassing van de eerste drie criteria alleen de gelijke stand voor een van de teams bepalen, waardoor de andere twee teams nog steeds gelijk staan. In dit geval wordt de beslissingscriteria vanaf het begin hervat voor de teams die nog steeds gelijk staan.

## Deelnemende landen
De loting vond op 2 mei 2023 om 13.00 (UTC+2) plaats in Nyon, Zwitserland.
| Land     | Coëff  | Plaats |
| -------- | ------ | ------ |
| Ierland  | 28,877 | 18     |
| Polen    | 28,458 | 19     |
| Tsjechië | 27,508 | 20     |
| Finland  | 26,757 | 21     |

| Land          | Coëff  | Plaats |
| ------------- | ------ | ------ |
| Servië        | 26,517 | 22     |
| Slovenië      | 26,445 | 23     |
| Noord-Ierland | 25,711 | 24     |
| Roemenië      | 24,877 | 25     |

| Land                  | Coëff  | Plaats |
| --------------------- | ------ | ------ |
| Oekraïne              | 24,359 | 26     |
| Bosnië en Herzegovina | 23,091 | 27     |
| Slowakije             | 19,213 | 28     |
| Hongarije             | 18,552 | 29     |

| Land        | Coëff  | Plaats |
| ----------- | ------ | ------ |
| Griekenland | 17,556 | 30     |
| Kroatië     | 17,523 | 31     |
| Wit-Rusland | 16,890 | 32     |
| Albanië     | 16,826 | 33     |

| Legenda |                                        |
|         | Gepromoveerd naar een hogere divisie   |
|         | Geplaatst voor de degradatie play-offs |
|         | Gedegradeerd naar een lagere divisie   |

## Groepen en wedstrijden

### Groep 1
| Pos | Team              | Wed | W | G | V | Ptn | DV | DT | +/− | Kwalificatie of degradatie                |  |       |       |       |       |
| --- | ----------------- | --- | - | - | - | --- | -- | -- | --- | ----------------------------------------- |  | ----- | ----- | ----- | ----- |
| 1   | Ierland (P)       | 6   | 6 | 0 | 0 | 18  | 20 | 2  | +18 | Promotie naar divisie A                   |  |       | 1 – 0 | 3 – 0 | 5 – 1 |
| 2   | Hongarije         | 6   | 2 | 2 | 2 | 8   | 11 | 9  | +2  | Kwalificatie voor de promotie play-offs   |  | 0 – 4 |       | 3 – 2 | 6 – 0 |
| 3   | Noord-Ierland (O) | 6   | 2 | 1 | 3 | 7   | 9  | 13 | −4  | Kwalificatie voor de degradatie play-offs |  | 1 – 6 | 1 – 1 |       | 1 – 0 |
| 4   | Albanië (R)       | 6   | 0 | 1 | 5 | 1   | 2  | 18 | −16 | Gedegradeerd naar divisie C               |  | 0 – 1 | 1 – 1 | 0 – 4 |       |

Wedstrijden
|                                 |              |         |              |                                                                                            |
| 22 september 2023 17.00 (UTC+2) | Albanië      | 1 – 1   | Hongarije    | Stadion: Loro Boriçistadion, Shkodër Toeschouwers: 1.210 Scheidsrechter: Veronika Kovářová |
| 22 september 2023 17.00 (UTC+2) | Krasniqi 27' | Verslag | 74' Fenyvesi | Stadion: Loro Boriçistadion, Shkodër Toeschouwers: 1.210 Scheidsrechter: Veronika Kovářová |
| 22 september 2023 17.00 (UTC+2) |              |         |              | Stadion: Loro Boriçistadion, Shkodër Toeschouwers: 1.210 Scheidsrechter: Veronika Kovářová |
| 22 september 2023 17.00 (UTC+2) |              |         |              | Stadion: Loro Boriçistadion, Shkodër Toeschouwers: 1.210 Scheidsrechter: Veronika Kovářová |
|                                 |              |         |              |                                                                                            |

|                                 |                                  |         |               |                                                                                      |
| 23 september 2023 13.00 (UTC+1) | Ierland                          | 3 – 0   | Noord-Ierland | Stadion: Avivastadion, Dublin Toeschouwers: 35.944 Scheidsrechter: Hristiyana Guteva |
| 23 september 2023 13.00 (UTC+1) | Lu. Quinn 31' Carusa 70' Agg 85' | Verslag |               | Stadion: Avivastadion, Dublin Toeschouwers: 35.944 Scheidsrechter: Hristiyana Guteva |
| 23 september 2023 13.00 (UTC+1) |                                  |         |               | Stadion: Avivastadion, Dublin Toeschouwers: 35.944 Scheidsrechter: Hristiyana Guteva |
| 23 september 2023 13.00 (UTC+1) |                                  |         |               | Stadion: Avivastadion, Dublin Toeschouwers: 35.944 Scheidsrechter: Hristiyana Guteva |
|                                 |                                  |         |               |                                                                                      |

|                                 |           |         |                                                |                                                                                                  |
| 26 september 2023 19.30 (UTC+2) | Hongarije | 0 – 4   | Ierland                                        | Stadion: Hidegkuti Nándorstadion, Boedapest Toeschouwers: 1.513 Scheidsrechter: Zuzana Valentová |
| 26 september 2023 19.30 (UTC+2) |           | Verslag | 18' Hayes 42' McCabe 49' Carusa 70' O'Sullivan | Stadion: Hidegkuti Nándorstadion, Boedapest Toeschouwers: 1.513 Scheidsrechter: Zuzana Valentová |
| 26 september 2023 19.30 (UTC+2) |           |         |                                                | Stadion: Hidegkuti Nándorstadion, Boedapest Toeschouwers: 1.513 Scheidsrechter: Zuzana Valentová |
| 26 september 2023 19.30 (UTC+2) |           |         |                                                | Stadion: Hidegkuti Nándorstadion, Boedapest Toeschouwers: 1.513 Scheidsrechter: Zuzana Valentová |
|                                 |           |         |                                                |                                                                                                  |

|                                 |               |         |         |                                                                                      |
| 26 september 2023 19.00 (UTC+1) | Noord-Ierland | 1 – 0   | Albanië | Stadion: Seaviewstadion, Belfast Toeschouwers: 1.597 Scheidsrechter: Zulema González |
| 26 september 2023 19.00 (UTC+1) | Wade 57'      | Verslag |         | Stadion: Seaviewstadion, Belfast Toeschouwers: 1.597 Scheidsrechter: Zulema González |
| 26 september 2023 19.00 (UTC+1) |               |         |         | Stadion: Seaviewstadion, Belfast Toeschouwers: 1.597 Scheidsrechter: Zulema González |
| 26 september 2023 19.00 (UTC+1) |               |         |         | Stadion: Seaviewstadion, Belfast Toeschouwers: 1.597 Scheidsrechter: Zulema González |
|                                 |               |         |         |                                                                                      |

|                               |                                 |         |                                |                                                                                            |
| 27 oktober 2023 18.15 (UTC+2) | Hongarije                       | 3 – 2   | Noord-Ierland                  | Stadion: Alcuferstadion, Győr Toeschouwers: 332 Scheidsrechter: Justina Lavrenovaitė-Perez |
| 27 oktober 2023 18.15 (UTC+2) | Szabó 18' Süle 83' Németh 90+4' | Verslag | 81' Hamilton 89' (pen.) Magill | Stadion: Alcuferstadion, Győr Toeschouwers: 332 Scheidsrechter: Justina Lavrenovaitė-Perez |
| 27 oktober 2023 18.15 (UTC+2) |                                 |         |                                | Stadion: Alcuferstadion, Győr Toeschouwers: 332 Scheidsrechter: Justina Lavrenovaitė-Perez |
| 27 oktober 2023 18.15 (UTC+2) |                                 |         |                                | Stadion: Alcuferstadion, Győr Toeschouwers: 332 Scheidsrechter: Justina Lavrenovaitė-Perez |
|                               |                                 |         |                                |                                                                                            |

|                               |                                     |         |         |                                                                                      |
| 27 oktober 2023 17.45 (UTC+1) | Ierland                             | 5 – 1   | Albanië | Stadion: Tallaght Stadium, Dublin Toeschouwers: 0 Scheidsrechter: Lizzy van der Helm |
| 27 oktober 2023 17.45 (UTC+1) | McCabe 4', 26', 81' Carusa 56', 59' | Verslag | 7' Doçi | Stadion: Tallaght Stadium, Dublin Toeschouwers: 0 Scheidsrechter: Lizzy van der Helm |
| 27 oktober 2023 17.45 (UTC+1) |                                     |         |         | Stadion: Tallaght Stadium, Dublin Toeschouwers: 0 Scheidsrechter: Lizzy van der Helm |
| 27 oktober 2023 17.45 (UTC+1) |                                     |         |         | Stadion: Tallaght Stadium, Dublin Toeschouwers: 0 Scheidsrechter: Lizzy van der Helm |
|                               |                                     |         |         |                                                                                      |

|                               |         |         |                |                                                                                           |
| 31 oktober 2023 18.00 (UTC+1) | Albanië | 0 – 1   | Ierland        | Stadion: Loro Boriçistadion, Shkodër Toeschouwers: 120 Scheidsrechter: Araksya Saribekyan |
| 31 oktober 2023 18.00 (UTC+1) |         | Verslag | 88' O'Sullivan | Stadion: Loro Boriçistadion, Shkodër Toeschouwers: 120 Scheidsrechter: Araksya Saribekyan |
| 31 oktober 2023 18.00 (UTC+1) |         |         |                | Stadion: Loro Boriçistadion, Shkodër Toeschouwers: 120 Scheidsrechter: Araksya Saribekyan |
| 31 oktober 2023 18.00 (UTC+1) |         |         |                | Stadion: Loro Boriçistadion, Shkodër Toeschouwers: 120 Scheidsrechter: Araksya Saribekyan |
|                               |         |         |                |                                                                                           |

|                             |               |         |            |                                                                                    |
| 31 oktober 2023 19.00 (UTC) | Noord-Ierland | 1 – 1   | Hongarije  | Stadion: Seaviewstadion, Belfast Toeschouwers: 948 Scheidsrechter: Jelena Pejković |
| 31 oktober 2023 19.00 (UTC) | Maxwell 80'   | Verslag | 56' Zeller | Stadion: Seaviewstadion, Belfast Toeschouwers: 948 Scheidsrechter: Jelena Pejković |
| 31 oktober 2023 19.00 (UTC) |               |         |            | Stadion: Seaviewstadion, Belfast Toeschouwers: 948 Scheidsrechter: Jelena Pejković |
| 31 oktober 2023 19.00 (UTC) |               |         |            | Stadion: Seaviewstadion, Belfast Toeschouwers: 948 Scheidsrechter: Jelena Pejković |
|                             |               |         |            |                                                                                    |

|                               |         |         |                                      |                                                                                  |
| 1 december 2023 17.00 (UTC+1) | Albanië | 0 – 4   | Noord-Ierland                        | Stadion: Arena Kombëtare, Tirana Toeschouwers: 600 Scheidsrechter: Minka Vekkeli |
| 1 december 2023 17.00 (UTC+1) |         | Verslag | 43', 47' Magill 58' Maxwell 85' Bell | Stadion: Arena Kombëtare, Tirana Toeschouwers: 600 Scheidsrechter: Minka Vekkeli |
| 1 december 2023 17.00 (UTC+1) |         |         |                                      | Stadion: Arena Kombëtare, Tirana Toeschouwers: 600 Scheidsrechter: Minka Vekkeli |
| 1 december 2023 17.00 (UTC+1) |         |         |                                      | Stadion: Arena Kombëtare, Tirana Toeschouwers: 600 Scheidsrechter: Minka Vekkeli |
|                               |         |         |                                      |                                                                                  |

|                             |                    |         |           |                                                                                      |
| 1 december 2023 19.30 (UTC) | Ierland            | 1 – 0   | Hongarije | Stadion: Tallaght Stadium, Dublin Toeschouwers: 6.752 Scheidsrechter: Shona Shukrula |
| 1 december 2023 19.30 (UTC) | Csiszár 66' (e.d.) | Verslag |           | Stadion: Tallaght Stadium, Dublin Toeschouwers: 6.752 Scheidsrechter: Shona Shukrula |
| 1 december 2023 19.30 (UTC) |                    |         |           | Stadion: Tallaght Stadium, Dublin Toeschouwers: 6.752 Scheidsrechter: Shona Shukrula |
| 1 december 2023 19.30 (UTC) |                    |         |           | Stadion: Tallaght Stadium, Dublin Toeschouwers: 6.752 Scheidsrechter: Shona Shukrula |
|                             |                    |         |           |                                                                                      |

|                               |                                                        |         |         |                                                                                               |
| 5 december 2023 19.00 (UTC+1) | Hongarije                                              | 6 – 0   | Albanië | Stadion: Hidegkuti Nándorstadion, Boedapest Toeschouwers: 613 Scheidsrechter: Karoline Wacker |
| 5 december 2023 19.00 (UTC+1) | Csiszár 10', 43', 81' Kaján 11' Turányi 18' Zeller 88' | Verslag |         | Stadion: Hidegkuti Nándorstadion, Boedapest Toeschouwers: 613 Scheidsrechter: Karoline Wacker |
| 5 december 2023 19.00 (UTC+1) |                                                        |         |         | Stadion: Hidegkuti Nándorstadion, Boedapest Toeschouwers: 613 Scheidsrechter: Karoline Wacker |
| 5 december 2023 19.00 (UTC+1) |                                                        |         |         | Stadion: Hidegkuti Nándorstadion, Boedapest Toeschouwers: 613 Scheidsrechter: Karoline Wacker |
|                               |                                                        |         |         |                                                                                               |

|                             |               |         |                                                                       |                                                                                      |
| 5 december 2023 18.00 (UTC) | Noord-Ierland | 1 – 6   | Ierland                                                               | Stadion: Windsor Park, Belfast Toeschouwers: 9.038 Scheidsrechter: Veronika Kovářová |
| 5 december 2023 18.00 (UTC) | Beattie 75'   | Verslag | 37' Lu. Quinn 39' Payne 47' Carusa 50' McCabe 61' Lo. Quinn 86' Hayes | Stadion: Windsor Park, Belfast Toeschouwers: 9.038 Scheidsrechter: Veronika Kovářová |
| 5 december 2023 18.00 (UTC) |               |         |                                                                       | Stadion: Windsor Park, Belfast Toeschouwers: 9.038 Scheidsrechter: Veronika Kovářová |
| 5 december 2023 18.00 (UTC) |               |         |                                                                       | Stadion: Windsor Park, Belfast Toeschouwers: 9.038 Scheidsrechter: Veronika Kovářová |
|                             |               |         |                                                                       |                                                                                      |

### Groep 2
| Pos | Team          | Wed | W | G | V | Ptn | DV | DT | +/− | Kwalificatie of degradatie                |  |       |       |       |       |
| --- | ------------- | --- | - | - | - | --- | -- | -- | --- | ----------------------------------------- |  | ----- | ----- | ----- | ----- |
| 1   | Finland (P)   | 6   | 5 | 1 | 0 | 16  | 18 | 2  | +16 | Promotie naar divisie A                   |  |       | 3 – 0 | 4 – 0 | 6 – 0 |
| 2   | Kroatië       | 6   | 3 | 0 | 3 | 9   | 5  | 10 | −5  | Kwalificatie voor de promotie play-offs   |  | 0 – 2 |       | 2 – 0 | 2 – 1 |
| 3   | Slowakije (O) | 6   | 2 | 2 | 2 | 8   | 7  | 8  | −1  | Kwalificatie voor de degradatie play-offs |  | 2 – 2 | 4 – 0 |       | 1 – 0 |
| 4   | Roemenië (R)  | 6   | 0 | 1 | 5 | 1   | 1  | 11 | −10 | Gedegradeerd naar divisie C               |  | 0 – 1 | 0 – 1 | 0 – 0 |       |

Wedstrijden
|                                 |                                          |         |           |                                                                                      |
| 22 september 2023 18.30 (UTC+3) | Finland                                  | 4 – 0   | Slowakije | Stadion: Veritasstadion, Turku Toeschouwers: 5.062 Scheidsrechter: Michèle Schmölzer |
| 22 september 2023 18.30 (UTC+3) | Sällström 5' Rantala 23' Kosola 45', 75' | Verslag |           | Stadion: Veritasstadion, Turku Toeschouwers: 5.062 Scheidsrechter: Michèle Schmölzer |
| 22 september 2023 18.30 (UTC+3) |                                          |         |           | Stadion: Veritasstadion, Turku Toeschouwers: 5.062 Scheidsrechter: Michèle Schmölzer |
| 22 september 2023 18.30 (UTC+3) |                                          |         |           | Stadion: Veritasstadion, Turku Toeschouwers: 5.062 Scheidsrechter: Michèle Schmölzer |
|                                 |                                          |         |           |                                                                                      |

|                                 |                          |         |          |                                                                                   |
| 22 september 2023 20.15 (UTC+2) | Kroatië                  | 2 – 1   | Roemenië | Stadion: Varteksstadion, Varaždin Toeschouwers: 300 Scheidsrechter: Maria Marotta |
| 22 september 2023 20.15 (UTC+2) | Rudelić 45+1' Pezelj 54' | Verslag | 31' Carp | Stadion: Varteksstadion, Varaždin Toeschouwers: 300 Scheidsrechter: Maria Marotta |
| 22 september 2023 20.15 (UTC+2) |                          |         |          | Stadion: Varteksstadion, Varaždin Toeschouwers: 300 Scheidsrechter: Maria Marotta |
| 22 september 2023 20.15 (UTC+2) |                          |         |          | Stadion: Varteksstadion, Varaždin Toeschouwers: 300 Scheidsrechter: Maria Marotta |
|                                 |                          |         |          |                                                                                   |

|                                 |          |         |                     |                                                                                                  |
| 26 september 2023 19.00 (UTC+3) | Roemenië | 0 – 1   | Finland             | Stadion: Stadionul Arcul de Triumf, Boekarest Toeschouwers: 3.176 Scheidsrechter: Angelika Söder |
| 26 september 2023 19.00 (UTC+3) |          | Verslag | 17' (pen.) Summanen | Stadion: Stadionul Arcul de Triumf, Boekarest Toeschouwers: 3.176 Scheidsrechter: Angelika Söder |
| 26 september 2023 19.00 (UTC+3) |          |         |                     | Stadion: Stadionul Arcul de Triumf, Boekarest Toeschouwers: 3.176 Scheidsrechter: Angelika Söder |
| 26 september 2023 19.00 (UTC+3) |          |         |                     | Stadion: Stadionul Arcul de Triumf, Boekarest Toeschouwers: 3.176 Scheidsrechter: Angelika Söder |
|                                 |          |         |                     |                                                                                                  |

|                                 |                                                        |         |         |                                                                              |
| 26 september 2023 18.00 (UTC+2) | Slowakije                                              | 4 – 0   | Kroatië | Stadion: NTC Senec, Senec Toeschouwers: 536 Scheidsrechter: Alexandra Collin |
| 26 september 2023 18.00 (UTC+2) | Hmírová 24', 60', 73' Moráková 34' Lemešová 30', 45+1' | Verslag |         | Stadion: NTC Senec, Senec Toeschouwers: 536 Scheidsrechter: Alexandra Collin |
| 26 september 2023 18.00 (UTC+2) |                                                        |         |         | Stadion: NTC Senec, Senec Toeschouwers: 536 Scheidsrechter: Alexandra Collin |
| 26 september 2023 18.00 (UTC+2) |                                                        |         |         | Stadion: NTC Senec, Senec Toeschouwers: 536 Scheidsrechter: Alexandra Collin |
|                                 |                                                        |         |         |                                                                              |

|                               |                                               |         |         |                                                                                       |
| 27 oktober 2023 18.45 (UTC+3) | Finland                                       | 3 – 0   | Kroatië | Stadion: Bolt Arena, Helsinki Toeschouwers: 7.052 Scheidsrechter: Désirée Grundbacher |
| 27 oktober 2023 18.45 (UTC+3) | Sällström 6' Kunštek 65' (e.d.) Franssi 90+3' | Verslag |         | Stadion: Bolt Arena, Helsinki Toeschouwers: 7.052 Scheidsrechter: Désirée Grundbacher |
| 27 oktober 2023 18.45 (UTC+3) |                                               |         |         | Stadion: Bolt Arena, Helsinki Toeschouwers: 7.052 Scheidsrechter: Désirée Grundbacher |
| 27 oktober 2023 18.45 (UTC+3) |                                               |         |         | Stadion: Bolt Arena, Helsinki Toeschouwers: 7.052 Scheidsrechter: Désirée Grundbacher |
|                               |                                               |         |         |                                                                                       |

|                               |          |       |           |                                                                                                |
| 27 oktober 2023 19.00 (UTC+3) | Roemenië | 0 – 0 | Slowakije | Stadion: Stadionul Arcul de Triumf, Boekarest Toeschouwers: 2.347 Scheidsrechter: Eszter Urbán |
| 27 oktober 2023 19.00 (UTC+3) | Verslag  |       |           | Stadion: Stadionul Arcul de Triumf, Boekarest Toeschouwers: 2.347 Scheidsrechter: Eszter Urbán |
| 27 oktober 2023 19.00 (UTC+3) |          |       |           | Stadion: Stadionul Arcul de Triumf, Boekarest Toeschouwers: 2.347 Scheidsrechter: Eszter Urbán |
| 27 oktober 2023 19.00 (UTC+3) |          |       |           | Stadion: Stadionul Arcul de Triumf, Boekarest Toeschouwers: 2.347 Scheidsrechter: Eszter Urbán |
|                               |          |       |           |                                                                                                |

|                               |                |         |          |                                                                              |
| 31 oktober 2023 15.30 (UTC+1) | Slowakije      | 1 – 0   | Roemenië | Stadion: NTC Senec, Senec Toeschouwers: 419 Scheidsrechter: Simona Ghisletta |
| 31 oktober 2023 15.30 (UTC+1) | Mikolajová 64' | Verslag |          | Stadion: NTC Senec, Senec Toeschouwers: 419 Scheidsrechter: Simona Ghisletta |
| 31 oktober 2023 15.30 (UTC+1) |                |         |          | Stadion: NTC Senec, Senec Toeschouwers: 419 Scheidsrechter: Simona Ghisletta |
| 31 oktober 2023 15.30 (UTC+1) |                |         |          | Stadion: NTC Senec, Senec Toeschouwers: 419 Scheidsrechter: Simona Ghisletta |
|                               |                |         |          |                                                                              |

|                               |         |         |                  |                                                                                       |
| 31 oktober 2023 17.00 (UTC+1) | Kroatië | 0 – 2   | Finland          | Stadion: Stadion Šubićevac, Šibenik Toeschouwers: 235 Scheidsrechter: Teresa Oliveira |
| 31 oktober 2023 17.00 (UTC+1) |         | Verslag | 5', 12' Summanen | Stadion: Stadion Šubićevac, Šibenik Toeschouwers: 235 Scheidsrechter: Teresa Oliveira |
| 31 oktober 2023 17.00 (UTC+1) |         |         |                  | Stadion: Stadion Šubićevac, Šibenik Toeschouwers: 235 Scheidsrechter: Teresa Oliveira |
| 31 oktober 2023 17.00 (UTC+1) |         |         |                  | Stadion: Stadion Šubićevac, Šibenik Toeschouwers: 235 Scheidsrechter: Teresa Oliveira |
|                               |         |         |                  |                                                                                       |

|                                |                                                                        |         |           |                                                                                          |
| 30 november 2023 18.45 (UTC+2) | Finland                                                                | 6 – 0   | Roemenië  | Stadion: Veritasstadion, Turku Toeschouwers: 1.342 Scheidsrechter: Elvira Noermoestafina |
| 30 november 2023 18.45 (UTC+2) | Sällström 30', 41' Öling 36' Koivisto 72' Sevenius 84' Hartikainen 86' | Verslag | 27' Bratu | Stadion: Veritasstadion, Turku Toeschouwers: 1.342 Scheidsrechter: Elvira Noermoestafina |
| 30 november 2023 18.45 (UTC+2) |                                                                        |         |           | Stadion: Veritasstadion, Turku Toeschouwers: 1.342 Scheidsrechter: Elvira Noermoestafina |
| 30 november 2023 18.45 (UTC+2) |                                                                        |         |           | Stadion: Veritasstadion, Turku Toeschouwers: 1.342 Scheidsrechter: Elvira Noermoestafina |
|                                |                                                                        |         |           |                                                                                          |

|                               |                           |         |           |                                                                                             |
| 1 december 2023 18.00 (UTC+1) | Kroatië                   | 2 – 0   | Slowakije | Stadion: Gradski stadion, Velika Gorica Toeschouwers: 347 Scheidsrechter: Hristiyana Guteva |
| 1 december 2023 18.00 (UTC+1) | Krajinović 53' Dordić 60' | Verslag |           | Stadion: Gradski stadion, Velika Gorica Toeschouwers: 347 Scheidsrechter: Hristiyana Guteva |
| 1 december 2023 18.00 (UTC+1) |                           |         |           | Stadion: Gradski stadion, Velika Gorica Toeschouwers: 347 Scheidsrechter: Hristiyana Guteva |
| 1 december 2023 18.00 (UTC+1) |                           |         |           | Stadion: Gradski stadion, Velika Gorica Toeschouwers: 347 Scheidsrechter: Hristiyana Guteva |
|                               |                           |         |           |                                                                                             |

|                               |          |         |             |                                                                                                |
| 5 december 2023 20.00 (UTC+2) | Roemenië | 0 – 1   | Kroatië     | Stadion: Stadionul Arcul de Triumf, Boekarest Toeschouwers: 1.094 Scheidsrechter: Rasa Grigonė |
| 5 december 2023 20.00 (UTC+2) |          | Verslag | 81' Rudelić | Stadion: Stadionul Arcul de Triumf, Boekarest Toeschouwers: 1.094 Scheidsrechter: Rasa Grigonė |
| 5 december 2023 20.00 (UTC+2) |          |         |             | Stadion: Stadionul Arcul de Triumf, Boekarest Toeschouwers: 1.094 Scheidsrechter: Rasa Grigonė |
| 5 december 2023 20.00 (UTC+2) |          |         |             | Stadion: Stadionul Arcul de Triumf, Boekarest Toeschouwers: 1.094 Scheidsrechter: Rasa Grigonė |
|                               |          |         |             |                                                                                                |

|                               |                             |         |                               |                                                                                                |
| 5 december 2023 19.00 (UTC+1) | Slowakije                   | 2 – 2   | Finland                       | Stadion: Štadión Antona Malatinského, Trnava Toeschouwers: 274 Scheidsrechter: Deborah Bianchi |
| 5 december 2023 19.00 (UTC+1) | Lemešová 32' Mikolajová 61' | Verslag | 2' Pikkujämsä 70' Peuhkurinen | Stadion: Štadión Antona Malatinského, Trnava Toeschouwers: 274 Scheidsrechter: Deborah Bianchi |
| 5 december 2023 19.00 (UTC+1) |                             |         |                               | Stadion: Štadión Antona Malatinského, Trnava Toeschouwers: 274 Scheidsrechter: Deborah Bianchi |
| 5 december 2023 19.00 (UTC+1) |                             |         |                               | Stadion: Štadión Antona Malatinského, Trnava Toeschouwers: 274 Scheidsrechter: Deborah Bianchi |
|                               |                             |         |                               |                                                                                                |

### Groep 3
| Pos | Team            | Wed | W | G | V | Ptn | DV | DT | +/− | Kwalificatie of degradatie                |  |       |       |       |       |
| --- | --------------- | --- | - | - | - | --- | -- | -- | --- | ----------------------------------------- |  | ----- | ----- | ----- | ----- |
| 1   | Polen (P)       | 6   | 5 | 1 | 0 | 16  | 11 | 4  | +7  | Promotie naar divisie A                   |  |       | 2 – 1 | 2 – 1 | 2 – 0 |
| 2   | Servië          | 6   | 3 | 1 | 2 | 10  | 10 | 5  | +5  | Kwalificatie voor de promotie play-offs   |  | 1 – 1 |       | 0 – 1 | 4 – 0 |
| 3   | Oekraïne (O)    | 6   | 2 | 0 | 4 | 6   | 5  | 7  | −2  | Kwalificatie voor de degradatie play-offs |  | 0 – 1 | 1 – 2 |       | 1 – 0 |
| 4   | Griekenland (R) | 6   | 1 | 0 | 5 | 3   | 3  | 13 | −10 | Gedegradeerd naar divisie C               |  | 1 – 3 | 0 – 2 | 2 – 1 |       |

Wedstrijden
|                                 |                |         |                             | |
| 22 september 2023 15.00 (UTC+2) | Oekraïne       | 1 – 2   | Servië                      | Stadion: Stadion Miejski im. Kazimierza Deyny, Starogard Gdański (Polen) Toeschouwers: 173 Scheidsrechter: Catarina Campos |
| 22 september 2023 15.00 (UTC+2) | Ovditsjoek 20' | Verslag | 64' Čanković 79' Damjanović | Stadion: Stadion Miejski im. Kazimierza Deyny, Starogard Gdański (Polen) Toeschouwers: 173 Scheidsrechter: Catarina Campos |
| 22 september 2023 15.00 (UTC+2) |                |         |                             | Stadion: Stadion Miejski im. Kazimierza Deyny, Starogard Gdański (Polen) Toeschouwers: 173 Scheidsrechter: Catarina Campos |
| 22 september 2023 15.00 (UTC+2) |                |         |                             | Stadion: Stadion Miejski im. Kazimierza Deyny, Starogard Gdański (Polen) Toeschouwers: 173 Scheidsrechter: Catarina Campos |
|                                 |                |         |                             | |

|                                 |             |         |                                   |                                                                                        |
| 22 september 2023 20.00 (UTC+3) | Griekenland | 1 – 3   | Polen                             | Stadion: Georgios Kamarasstadion, Athene Toeschouwers: 262 Scheidsrechter: Réka Molnar |
| 22 september 2023 20.00 (UTC+3) | Markou 24'  | Verslag | 1' Pajor 40' Padilla 84' Pawollek | Stadion: Georgios Kamarasstadion, Athene Toeschouwers: 262 Scheidsrechter: Réka Molnar |
| 22 september 2023 20.00 (UTC+3) |             |         |                                   | Stadion: Georgios Kamarasstadion, Athene Toeschouwers: 262 Scheidsrechter: Réka Molnar |
| 22 september 2023 20.00 (UTC+3) |             |         |                                   | Stadion: Georgios Kamarasstadion, Athene Toeschouwers: 262 Scheidsrechter: Réka Molnar |
|                                 |             |         |                                   |                                                                                        |

|                                 |                           |         |             |                                                                                          |
| 26 september 2023 18.00 (UTC+2) | Polen                     | 2 – 1   | Oekraïne    | Stadion: Stadion GOSiR, Gdynia Toeschouwers: 4.962 Scheidsrechter: Elvira Noermoestafina |
| 26 september 2023 18.00 (UTC+2) | Pajor 22', 67' Grec 90+4' | Verslag | 80' Sjmatko | Stadion: Stadion GOSiR, Gdynia Toeschouwers: 4.962 Scheidsrechter: Elvira Noermoestafina |
| 26 september 2023 18.00 (UTC+2) |                           |         |             | Stadion: Stadion GOSiR, Gdynia Toeschouwers: 4.962 Scheidsrechter: Elvira Noermoestafina |
| 26 september 2023 18.00 (UTC+2) |                           |         |             | Stadion: Stadion GOSiR, Gdynia Toeschouwers: 4.962 Scheidsrechter: Elvira Noermoestafina |
|                                 |                           |         |             |                                                                                          |

|                                 |                                        |         |             |                                                                                                  |
| 26 september 2023 19.00 (UTC+2) | Servië                                 | 4 – 0   | Griekenland | Stadion: Sportski centar FSS, Stara Pazova Toeschouwers: 800 Scheidsrechter: Désirée Grundbacher |
| 26 september 2023 19.00 (UTC+2) | Ivanović 16', 44' Damnjanović 32', 52' | Verslag |             | Stadion: Sportski centar FSS, Stara Pazova Toeschouwers: 800 Scheidsrechter: Désirée Grundbacher |
| 26 september 2023 19.00 (UTC+2) |                                        |         |             | Stadion: Sportski centar FSS, Stara Pazova Toeschouwers: 800 Scheidsrechter: Désirée Grundbacher |
| 26 september 2023 19.00 (UTC+2) |                                        |         |             | Stadion: Sportski centar FSS, Stara Pazova Toeschouwers: 800 Scheidsrechter: Désirée Grundbacher |
|                                 |                                        |         |             |                                                                                                  |

|                               |                             |         |             | |
| 27 oktober 2023 17.00 (UTC+3) | Griekenland                 | 2 – 1   | Oekraïne    | Stadion: Theodoros Vardinoyannisstadion, Iraklion Toeschouwers: 2.500 Scheidsrechter: Jana Van Laere |
| 27 oktober 2023 17.00 (UTC+3) | Markou 36' Spyridonidou 72' | Verslag | 3' Kalinina | Stadion: Theodoros Vardinoyannisstadion, Iraklion Toeschouwers: 2.500 Scheidsrechter: Jana Van Laere |
| 27 oktober 2023 17.00 (UTC+3) |                             |         |             | Stadion: Theodoros Vardinoyannisstadion, Iraklion Toeschouwers: 2.500 Scheidsrechter: Jana Van Laere |
| 27 oktober 2023 17.00 (UTC+3) |                             |         |             | Stadion: Theodoros Vardinoyannisstadion, Iraklion Toeschouwers: 2.500 Scheidsrechter: Jana Van Laere |
|                               |                             |         |             | |

|                               |                                |         |                 |                                                                                   |
| 27 oktober 2023 17.45 (UTC+2) | Polen                          | 2 – 1   | Servië          | Stadion: Tychystadion, Tychy Toeschouwers: 3.840 Scheidsrechter: Zuzana Valentová |
| 27 oktober 2023 17.45 (UTC+2) | Frajtović 17' (e.d.) Pajor 42' | Verslag | 76' Damnjanović | Stadion: Tychystadion, Tychy Toeschouwers: 3.840 Scheidsrechter: Zuzana Valentová |
| 27 oktober 2023 17.45 (UTC+2) |                                |         |                 | Stadion: Tychystadion, Tychy Toeschouwers: 3.840 Scheidsrechter: Zuzana Valentová |
| 27 oktober 2023 17.45 (UTC+2) |                                |         |                 | Stadion: Tychystadion, Tychy Toeschouwers: 3.840 Scheidsrechter: Zuzana Valentová |
|                               |                                |         |                 |                                                                                   |

|                               |                    |         |             | |
| 31 oktober 2023 17.00 (UTC+2) | Oekraïne           | 1 – 0   | Griekenland | Stadion: Theodoros Vardinoyannisstadion, Iraklion (Griekenland) Toeschouwers: 2.001 Scheidsrechter: Veronika Kovářová |
| 31 oktober 2023 17.00 (UTC+2) | Apanasjtsjenko 32' | Verslag |             | Stadion: Theodoros Vardinoyannisstadion, Iraklion (Griekenland) Toeschouwers: 2.001 Scheidsrechter: Veronika Kovářová |
| 31 oktober 2023 17.00 (UTC+2) |                    |         |             | Stadion: Theodoros Vardinoyannisstadion, Iraklion (Griekenland) Toeschouwers: 2.001 Scheidsrechter: Veronika Kovářová |
| 31 oktober 2023 17.00 (UTC+2) |                    |         |             | Stadion: Theodoros Vardinoyannisstadion, Iraklion (Griekenland) Toeschouwers: 2.001 Scheidsrechter: Veronika Kovářová |
|                               |                    |         |             | |

|                               |                |         |             |                                                                                            |
| 31 oktober 2023 19.00 (UTC+1) | Servië         | 1 – 1   | Polen       | Stadion: Sportski centar FSS, Stara Pazova Toeschouwers: 823 Scheidsrechter: Galiya Echeva |
| 31 oktober 2023 19.00 (UTC+1) | Blagojević 52' | Verslag | 43' Padilla | Stadion: Sportski centar FSS, Stara Pazova Toeschouwers: 823 Scheidsrechter: Galiya Echeva |
| 31 oktober 2023 19.00 (UTC+1) |                |         |             | Stadion: Sportski centar FSS, Stara Pazova Toeschouwers: 823 Scheidsrechter: Galiya Echeva |
| 31 oktober 2023 19.00 (UTC+1) |                |         |             | Stadion: Sportski centar FSS, Stara Pazova Toeschouwers: 823 Scheidsrechter: Galiya Echeva |
|                               |                |         |             |                                                                                            |

|                               |             |         |                          | |
| 1 december 2023 17.00 (UTC+2) | Griekenland | 0 – 2   | Servië                   | Stadion: Theodoros Vardinoyannisstadion, Iraklion Toeschouwers: 1.050 Scheidsrechter: Gamze Durmuş |
| 1 december 2023 17.00 (UTC+2) |             | Verslag | 45' Mijatović 89' Poljak | Stadion: Theodoros Vardinoyannisstadion, Iraklion Toeschouwers: 1.050 Scheidsrechter: Gamze Durmuş |
| 1 december 2023 17.00 (UTC+2) |             |         |                          | Stadion: Theodoros Vardinoyannisstadion, Iraklion Toeschouwers: 1.050 Scheidsrechter: Gamze Durmuş |
| 1 december 2023 17.00 (UTC+2) |             |         |                          | Stadion: Theodoros Vardinoyannisstadion, Iraklion Toeschouwers: 1.050 Scheidsrechter: Gamze Durmuş |
|                               |             |         |                          | |

|                               |          |         |               | |
| 1 december 2023 18.00 (UTC+1) | Oekraïne | 0 – 1   | Polen         | Stadion: Podkarpackie Centrum Piłki Nożnej, Stalowa Wola (Polen) Toeschouwers: 1.944 Scheidsrechter: Ana Maria Terteleac |
| 1 december 2023 18.00 (UTC+1) |          | Verslag | 10' Achcińska | Stadion: Podkarpackie Centrum Piłki Nożnej, Stalowa Wola (Polen) Toeschouwers: 1.944 Scheidsrechter: Ana Maria Terteleac |
| 1 december 2023 18.00 (UTC+1) |          |         |               | Stadion: Podkarpackie Centrum Piłki Nożnej, Stalowa Wola (Polen) Toeschouwers: 1.944 Scheidsrechter: Ana Maria Terteleac |
| 1 december 2023 18.00 (UTC+1) |          |         |               | Stadion: Podkarpackie Centrum Piłki Nożnej, Stalowa Wola (Polen) Toeschouwers: 1.944 Scheidsrechter: Ana Maria Terteleac |
|                               |          |         |               | |

|                               |                     |         |             | |
| 5 december 2023 19.00 (UTC+1) | Polen               | 2 – 0   | Griekenland | Stadion: Zagłębiowski Park Sportowy, Sosnowiec Toeschouwers: 3.694 Scheidsrechter: Jelena Pejković |
| 5 december 2023 19.00 (UTC+1) | Pajor 37' Kozak 59' | Verslag |             | Stadion: Zagłębiowski Park Sportowy, Sosnowiec Toeschouwers: 3.694 Scheidsrechter: Jelena Pejković |
| 5 december 2023 19.00 (UTC+1) |                     |         |             | Stadion: Zagłębiowski Park Sportowy, Sosnowiec Toeschouwers: 3.694 Scheidsrechter: Jelena Pejković |
| 5 december 2023 19.00 (UTC+1) |                     |         |             | Stadion: Zagłębiowski Park Sportowy, Sosnowiec Toeschouwers: 3.694 Scheidsrechter: Jelena Pejković |
|                               |                     |         |             | |

|                               |        |         |           |                                                                                            |
| 5 december 2023 19.00 (UTC+1) | Servië | 0 – 1   | Oekraïne  | Stadion: Sportski centar FSS, Stara Pazova Toeschouwers: 500 Scheidsrechter: Katalin Sipos |
| 5 december 2023 19.00 (UTC+1) |        | Verslag | 54' Hiryn | Stadion: Sportski centar FSS, Stara Pazova Toeschouwers: 500 Scheidsrechter: Katalin Sipos |
| 5 december 2023 19.00 (UTC+1) |        |         |           | Stadion: Sportski centar FSS, Stara Pazova Toeschouwers: 500 Scheidsrechter: Katalin Sipos |
| 5 december 2023 19.00 (UTC+1) |        |         |           | Stadion: Sportski centar FSS, Stara Pazova Toeschouwers: 500 Scheidsrechter: Katalin Sipos |
|                               |        |         |           |                                                                                            |

### Groep 4
| Pos | Team                  | Wed | W | G | V | Ptn | DV | DT | +/− | Kwalificatie of degradatie              |  |       |       |       |       |
| --- | --------------------- | --- | - | - | - | --- | -- | -- | --- | --------------------------------------- |  | ----- | ----- | ----- | ----- |
| 1   | Tsjechië (P)          | 6   | 4 | 1 | 1 | 13  | 11 | 4  | +7  | Promotie naar divisie A                 |  |       | 2 – 2 | 4 – 0 | 2 – 1 |
| 2   | Bosnië en Herzegovina | 6   | 3 | 2 | 1 | 11  | 8  | 6  | +2  | Kwalificatie voor de promotie play-offs |  | 1 – 0 |       | 1 – 1 | 1 – 0 |
| 3   | Slovenië (R)          | 6   | 1 | 3 | 2 | 6   | 4  | 9  | −5  | Gedegradeerd naar divisie C             |  | 0 – 2 | 2 – 1 |       | 0 – 0 |
| 4   | Wit-Rusland (R)       | 6   | 0 | 2 | 4 | 2   | 3  | 7  | −4  | Gedegradeerd naar divisie C             |  | 0 – 1 | 1 – 2 | 1 – 1 |       |

Wedstrijden
|                                 |          |         |                             |                                                                                        |
| 22 september 2023 16.00 (UTC+2) | Slovenië | 0 – 2   | Tsjechië                    | Stadion: Stadion Matije Gubca, Krško Toeschouwers: 233 Scheidsrechter: Jelena Pejković |
| 22 september 2023 16.00 (UTC+2) |          | Verslag | 38' Pochmanová 86' Cahynová | Stadion: Stadion Matije Gubca, Krško Toeschouwers: 233 Scheidsrechter: Jelena Pejković |
| 22 september 2023 16.00 (UTC+2) |          |         |                             | Stadion: Stadion Matije Gubca, Krško Toeschouwers: 233 Scheidsrechter: Jelena Pejković |
| 22 september 2023 16.00 (UTC+2) |          |         |                             | Stadion: Stadion Matije Gubca, Krško Toeschouwers: 233 Scheidsrechter: Jelena Pejković |
|                                 |          |         |                             |                                                                                        |

|                                 |             |         |                       |                                                                                         |
| 22 september 2023 21.00 (UTC+2) | Wit-Rusland | 1 – 2   | Bosnië en Herzegovina | Stadion: Alcuferstadion, Győr (Hongarije) Toeschouwers: 0 Scheidsrechter: Abigail Byrne |
| 22 september 2023 21.00 (UTC+2) | Linnik 14'  | Verslag | 6' Jelčić 87' Gavrić  | Stadion: Alcuferstadion, Győr (Hongarije) Toeschouwers: 0 Scheidsrechter: Abigail Byrne |
| 22 september 2023 21.00 (UTC+2) |             |         |                       | Stadion: Alcuferstadion, Győr (Hongarije) Toeschouwers: 0 Scheidsrechter: Abigail Byrne |
| 22 september 2023 21.00 (UTC+2) |             |         |                       | Stadion: Alcuferstadion, Győr (Hongarije) Toeschouwers: 0 Scheidsrechter: Abigail Byrne |
|                                 |             |         |                       |                                                                                         |

|                                 |                                |         |          |                                                                                                |
| 26 september 2023 16.00 (UTC+2) | Bosnië en Herzegovina          | 1 – 1   | Slovenië | Stadion: Trening centar Zenica - NFSBiH, Zenica Toeschouwers: 598 Scheidsrechter: Rasa Grigonė |
| 26 september 2023 16.00 (UTC+2) | Nikolić 40' Slišković 32', 48' | Verslag | 59' Zver | Stadion: Trening centar Zenica - NFSBiH, Zenica Toeschouwers: 598 Scheidsrechter: Rasa Grigonė |
| 26 september 2023 16.00 (UTC+2) |                                |         |          | Stadion: Trening centar Zenica - NFSBiH, Zenica Toeschouwers: 598 Scheidsrechter: Rasa Grigonė |
| 26 september 2023 16.00 (UTC+2) |                                |         |          | Stadion: Trening centar Zenica - NFSBiH, Zenica Toeschouwers: 598 Scheidsrechter: Rasa Grigonė |
|                                 |                                |         |          |                                                                                                |

|                                 |                           |         |             |                                                                                                |
| 26 september 2023 17.00 (UTC+2) | Tsjechië                  | 2 – 1   | Wit-Rusland | Stadion: Gradski stadion, Velika Gorica (Kroatië) Toeschouwers: 0 Scheidsrechter: Reelika Turi |
| 26 september 2023 17.00 (UTC+2) | Kotrčová 28' Cahynová 33' | Verslag | 55' Valjoek | Stadion: Gradski stadion, Velika Gorica (Kroatië) Toeschouwers: 0 Scheidsrechter: Reelika Turi |
| 26 september 2023 17.00 (UTC+2) |                           |         |             | Stadion: Gradski stadion, Velika Gorica (Kroatië) Toeschouwers: 0 Scheidsrechter: Reelika Turi |
| 26 september 2023 17.00 (UTC+2) |                           |         |             | Stadion: Gradski stadion, Velika Gorica (Kroatië) Toeschouwers: 0 Scheidsrechter: Reelika Turi |
|                                 |                           |         |             |                                                                                                |

|                               |                               |         |          |                                                                                                 |
| 27 oktober 2023 14.30 (UTC+2) | Bosnië en Herzegovina         | 1 – 0   | Tsjechië | Stadion: Trening centar Zenica - NFSBiH, Zenica Toeschouwers: 230 Scheidsrechter: Audrey Gerbel |
| 27 oktober 2023 14.30 (UTC+2) | Krajnić 88' Jelčić 77', 90+1' | Verslag |          | Stadion: Trening centar Zenica - NFSBiH, Zenica Toeschouwers: 230 Scheidsrechter: Audrey Gerbel |
| 27 oktober 2023 14.30 (UTC+2) |                               |         |          | Stadion: Trening centar Zenica - NFSBiH, Zenica Toeschouwers: 230 Scheidsrechter: Audrey Gerbel |
| 27 oktober 2023 14.30 (UTC+2) |                               |         |          | Stadion: Trening centar Zenica - NFSBiH, Zenica Toeschouwers: 230 Scheidsrechter: Audrey Gerbel |
|                               |                               |         |          |                                                                                                 |

|                               |              |         |                        | |
| 27 oktober 2023 20.00 (UTC+2) | Wit-Rusland  | 1 – 1   | Slovenië               | Stadion: Szusza Ferencstadion, Boedapest (Hongarije) Toeschouwers: 0 Scheidsrechter: Elvira Noermoestafina |
| 27 oktober 2023 20.00 (UTC+2) | Linnik 90+3' | Verslag | 16' (e.d.) Koebietsjna | Stadion: Szusza Ferencstadion, Boedapest (Hongarije) Toeschouwers: 0 Scheidsrechter: Elvira Noermoestafina |
| 27 oktober 2023 20.00 (UTC+2) |              |         |                        | Stadion: Szusza Ferencstadion, Boedapest (Hongarije) Toeschouwers: 0 Scheidsrechter: Elvira Noermoestafina |
| 27 oktober 2023 20.00 (UTC+2) |              |         |                        | Stadion: Szusza Ferencstadion, Boedapest (Hongarije) Toeschouwers: 0 Scheidsrechter: Elvira Noermoestafina |
|                               |              |         |                        | |

|                               |                       |         |                       |                                                                                                 |
| 31 oktober 2023 17.00 (UTC+1) | Tsjechië              | 2 – 2   | Bosnië en Herzegovina | Stadion: Všesportovní stadion, Hradec Králové Toeschouwers: 7.488 Scheidsrechter: Maria Marotta |
| 31 oktober 2023 17.00 (UTC+1) | Dubcová 31' Černá 67' | Verslag | 6', 51' Nikolić       | Stadion: Všesportovní stadion, Hradec Králové Toeschouwers: 7.488 Scheidsrechter: Maria Marotta |
| 31 oktober 2023 17.00 (UTC+1) |                       |         |                       | Stadion: Všesportovní stadion, Hradec Králové Toeschouwers: 7.488 Scheidsrechter: Maria Marotta |
| 31 oktober 2023 17.00 (UTC+1) |                       |         |                       | Stadion: Všesportovní stadion, Hradec Králové Toeschouwers: 7.488 Scheidsrechter: Maria Marotta |
|                               |                       |         |                       |                                                                                                 |

|                               |          |         |                    |                                                                                          |
| 31 oktober 2023 17.30 (UTC+1) | Slovenië | 0 – 0   | Wit-Rusland        | Stadion: Fazanerijastadion, Murska Sobota Toeschouwers: 342 Scheidsrechter: Kirsty Dowle |
| 31 oktober 2023 17.30 (UTC+1) |          | Verslag | 24', 81' Pilipenko | Stadion: Fazanerijastadion, Murska Sobota Toeschouwers: 342 Scheidsrechter: Kirsty Dowle |
| 31 oktober 2023 17.30 (UTC+1) |          |         |                    | Stadion: Fazanerijastadion, Murska Sobota Toeschouwers: 342 Scheidsrechter: Kirsty Dowle |
| 31 oktober 2023 17.30 (UTC+1) |          |         |                    | Stadion: Fazanerijastadion, Murska Sobota Toeschouwers: 342 Scheidsrechter: Kirsty Dowle |
|                               |          |         |                    |                                                                                          |

|                               |                  |         |                       |                                                                                      |
| 1 december 2023 18.00 (UTC+1) | Slovenië         | 2 – 1   | Bosnië en Herzegovina | Stadion: Bonifikastadion, Koper Toeschouwers: 488 Scheidsrechter: Lizzy van der Helm |
| 1 december 2023 18.00 (UTC+1) | Kuštrin 74', 77' | Verslag | 19' Jelčić            | Stadion: Bonifikastadion, Koper Toeschouwers: 488 Scheidsrechter: Lizzy van der Helm |
| 1 december 2023 18.00 (UTC+1) |                  |         |                       | Stadion: Bonifikastadion, Koper Toeschouwers: 488 Scheidsrechter: Lizzy van der Helm |
| 1 december 2023 18.00 (UTC+1) |                  |         |                       | Stadion: Bonifikastadion, Koper Toeschouwers: 488 Scheidsrechter: Lizzy van der Helm |
|                               |                  |         |                       |                                                                                      |

|                               |             |         |             |                                                                                            |
| 2 december 2023 11.30 (UTC+1) | Wit-Rusland | 0 – 1   | Tsjechië    | Stadion: Alcuferstadion, Győr (Hongarije) Toeschouwers: 0 Scheidsrechter: Jelena Međedović |
| 2 december 2023 11.30 (UTC+1) |             | Verslag | 45' Dubcová | Stadion: Alcuferstadion, Győr (Hongarije) Toeschouwers: 0 Scheidsrechter: Jelena Međedović |
| 2 december 2023 11.30 (UTC+1) |             |         |             | Stadion: Alcuferstadion, Győr (Hongarije) Toeschouwers: 0 Scheidsrechter: Jelena Međedović |
| 2 december 2023 11.30 (UTC+1) |             |         |             | Stadion: Alcuferstadion, Győr (Hongarije) Toeschouwers: 0 Scheidsrechter: Jelena Međedović |
|                               |             |         |             |                                                                                            |

|                               |                       |         |             |                                                                              |
| 5 december 2023 19.00 (UTC+1) | Bosnië en Herzegovina | 1 – 0   | Wit-Rusland | Stadion: Bilino Polje, Zenica Toeschouwers: 423 Scheidsrechter: Deborah Anex |
| 5 december 2023 19.00 (UTC+1) | Gačanica 17'          | Verslag |             | Stadion: Bilino Polje, Zenica Toeschouwers: 423 Scheidsrechter: Deborah Anex |
| 5 december 2023 19.00 (UTC+1) |                       |         |             | Stadion: Bilino Polje, Zenica Toeschouwers: 423 Scheidsrechter: Deborah Anex |
| 5 december 2023 19.00 (UTC+1) |                       |         |             | Stadion: Bilino Polje, Zenica Toeschouwers: 423 Scheidsrechter: Deborah Anex |
|                               |                       |         |             |                                                                              |

|                               |                                                |         |          |                                                                                   |
| 5 december 2023 19.00 (UTC+1) | Tsjechië                                       | 4 – 0   | Slovenië | Stadion: CFIG Aréna, Pardubice Toeschouwers: 1.001 Scheidsrechter: Emanuela Rusta |
| 5 december 2023 19.00 (UTC+1) | Dubcová 12' Černá 30' Stašková 59' Khýrová 69' | Verslag |          | Stadion: CFIG Aréna, Pardubice Toeschouwers: 1.001 Scheidsrechter: Emanuela Rusta |
| 5 december 2023 19.00 (UTC+1) |                                                |         |          | Stadion: CFIG Aréna, Pardubice Toeschouwers: 1.001 Scheidsrechter: Emanuela Rusta |
| 5 december 2023 19.00 (UTC+1) |                                                |         |          | Stadion: CFIG Aréna, Pardubice Toeschouwers: 1.001 Scheidsrechter: Emanuela Rusta |
|                               |                                                |         |          |                                                                                   |

### Stand nummers drie
| Pos | Grp | Team          | Wed | W | G | V | Ptn | DV | DT | +/− | Kwalificatie of degradatie                |
| --- | --- | ------------- | --- | - | - | - | --- | -- | -- | --- | ----------------------------------------- |
| 1   | B2  | Slowakije     | 6   | 2 | 2 | 2 | 8   | 7  | 8  | −1  | Kwalificatie voor de degradatie play-offs |
| 2   | B1  | Noord-Ierland | 6   | 2 | 1 | 3 | 7   | 9  | 13 | −4  | Kwalificatie voor de degradatie play-offs |
| 3   | B3  | Oekraïne      | 6   | 2 | 0 | 4 | 6   | 5  | 7  | −2  | Kwalificatie voor de degradatie play-offs |
| 4   | B4  | Slovenië      | 6   | 1 | 3 | 2 | 6   | 4  | 9  | −5  | Gedegradeerd naar divisie C               |

## Eindstand
De eindstand wordt bepaald op basis van de regels die de UEFA opstelde. Deze tabel begon bij nummer 17 omdat nummers 1 tot en met 16 genummerd waren bij divisie A.
| Pos | Grp | Team                  | Wed | W | G | V | Ptn | DV | DT | +/− |
| --- | --- | --------------------- | --- | - | - | - | --- | -- | -- | --- |
| 17  | 1   | Ierland               | 6   | 6 | 0 | 0 | 18  | 20 | 2  | +18 |
| 18  | 2   | Finland               | 6   | 5 | 1 | 0 | 16  | 18 | 2  | +16 |
| 19  | 3   | Polen                 | 6   | 5 | 1 | 0 | 16  | 11 | 4  | +7  |
| 20  | 4   | Tsjechië              | 6   | 4 | 1 | 1 | 13  | 11 | 4  | +7  |
|     |     |                       |     |   |   |   |     |    |    |     |
| 21  | 4   | Bosnië en Herzegovina | 6   | 3 | 2 | 1 | 11  | 8  | 6  | +2  |
| 22  | 3   | Servië                | 6   | 3 | 1 | 2 | 10  | 10 | 5  | +5  |
| 23  | 2   | Kroatië               | 6   | 3 | 0 | 3 | 9   | 5  | 10 | −5  |
| 24  | 1   | Hongarije             | 6   | 2 | 2 | 2 | 8   | 11 | 9  | +2  |
|     |     |                       |     |   |   |   |     |    |    |     |
| 25  | 2   | Slowakije             | 6   | 2 | 2 | 2 | 8   | 7  | 8  | −1  |
| 26  | 1   | Noord-Ierland         | 6   | 2 | 1 | 3 | 7   | 9  | 13 | −4  |
| 27  | 3   | Oekraïne              | 6   | 2 | 0 | 4 | 6   | 5  | 7  | −2  |
| 28  | 4   | Slovenië              | 6   | 1 | 3 | 2 | 6   | 4  | 9  | −5  |
|     |     |                       |     |   |   |   |     |    |    |     |
| 29  | 3   | Griekenland           | 6   | 1 | 0 | 5 | 3   | 3  | 13 | −10 |
| 30  | 4   | Wit-Rusland           | 6   | 0 | 2 | 4 | 2   | 3  | 7  | −4  |
| 31  | 2   | Roemenië              | 6   | 0 | 1 | 5 | 1   | 1  | 11 | −10 |
| 32  | 1   | Albanië               | 6   | 0 | 1 | 5 | 1   | 2  | 18 | −16 |

## Doelpuntenmakers
5 doelpunten
- Kyra Carusa
- Katie McCabe
- Ewa Pajor

4 doelpunten
- Linda Sällström

3 doelpunten
- Milena Nikolić
- Eveliina Summanen
- Henrietta Csiszár
- Simone Magill
- Jovana Damnjanović
- Patrícia Hmírová
- Kamila Dubcová

2 doelpunten
- Maja Jelčić
- Katariina Kosola
- Eleni Markou
- Dóra Zeller
- Caitlin Hayes
- Denise O'Sullivan
- Lucy Quinn
- Ivana Rudelić
- Danielle Maxwell
- Natalia Padilla
- Miljana Ivanović
- Zala Kuštrin
- Mária Mikolajová
- Klára Cahynová
- Franny Černá
- Anastasia Linnik

1 doelpunt
- Megi Doçi
- Qendresa Krasniqi
- Minela Gačanica
- Andrea Gavrić
- Alma Krajnić
- Sanni Franssi
- Anni Hartikainen
- Emma Koivisto
- Ria Öling
- Emma Peuhkurinen
- Elli Pikkujämsä
- Jutta Rantala
- Oona Sevenius
- Anastasia Spyridonidou
- Evelin Fenyvesi
- Zsanett Kaján
- Hanna Németh
- Dóra Süle
- Viktória Szabó
- Lilla Turányi
- Lily Agg
- Heather Payne
- Louise Quinn
- Jelena Dordić
- Ružica Krajinović
- Petra Pezelj
- Kerry Beattie
- Megan Bell
- Caragh Hamilton
- Lauren Wade
- Daryna Apanasjtsjenko
- Viktoria Hiryn
- Jana Kalinina
- Olha Ovditsjoek
- Ljoebov Sjmatko
- Adriana Achcińska
- Kinga Kozak
- Tanja Pawollek
- Cristina Carp
- Dina Blagojević
- Jelena Čanković
- Nevena Damjanović
- Milica Mijatović
- Allegra Poljak
- Mateja Zver
- Diana Lemešová
- Tamara Morávková
- Kateřina Kotrčová
- Aneta Pochmanová
- Andrea Stašková
- Viktoryia Valjoek

1 eigen doelpunt
- Henrietta Csiszár (tegen Ierland)
- Maria Kunštek (tegen Finland)
- Anđela Frajtović (tegen Polen)
- Ksenia Koebietsjna (tegen Slovenië)